# Songanella callida
Songanella callida è un pesce osseo estinto, appartenente ai catervarioliformi. Visse nel Giurassico medio (circa 170 – 175 milioni di anni fa) e i suoi resti fossili sono stati ritrovati in Africa.

## Descrizione
Questo piccolo pesce non superava la lunghezza di 10 centimetri. Possedeva un corpo slanciato simile a quello di una sardina, e il capo era relativamente grande e arrotondato. Songanella possedeva un solo vomere, un sopraoccipitale ossificato, un processo ossificato sull’osso quadrato, un osso dermobasiiale dentato e scaglie ganoidi con un’articolazione a incastro. Le scaglie che ricoprivano il corpo erano di forma quasi quadrata; era presente una sola pinna dorsale, posta a circa metà del corpo. Le pinne pettorali sembrano essere state insolitamente allungate. Come altri animali simili (ad esempio Catervariolus), Songanella possedeva una sola piccola supramaxilla. Le ossa dermiche del cranio erano ricoperte da un sottile strato di ganoina.

## Classificazione
Descritto per la prima volta da De Saint-Seine e Casier nel 1962, Songanella callida è noto per alcuni fossili ritrovati nella formazione Stanleyville, nella zona di Songa (Repubblica Democratica del Congo), risalenti al Giurassico medio. Dopo un’iniziale attribuzione alle famiglie Macrosemiidae e Ophiopsidae, è sembrato chiaro che Songanella facesse parte di una radiazione evolutiva di piccoli pesci alla base del grande gruppo dei teleostei, classicamente noti come Pholidophoriformes. Con la ridescrizione di numerosi folidoforiformi, è stato necessario istituire per generi molto primitivi quali Songanella, Kisanganichthys e Catervariolus l’ordine Catervarioliformes.